# Piazza Tahrir
Piazza Tahrir (in arabo ميدان التحرير‎?, Maydān al-Taḥrīr, "piazza della Liberazione") è la piazza principale del Cairo, capitale dell'Egitto.

## Storia
Originariamente la piazza fu chiamata Maydān Ismāʿīliyya (Piazza Ismailia), dal nome del Chedivè Isma'il Pascià, figlio di Mehmet Ali. 

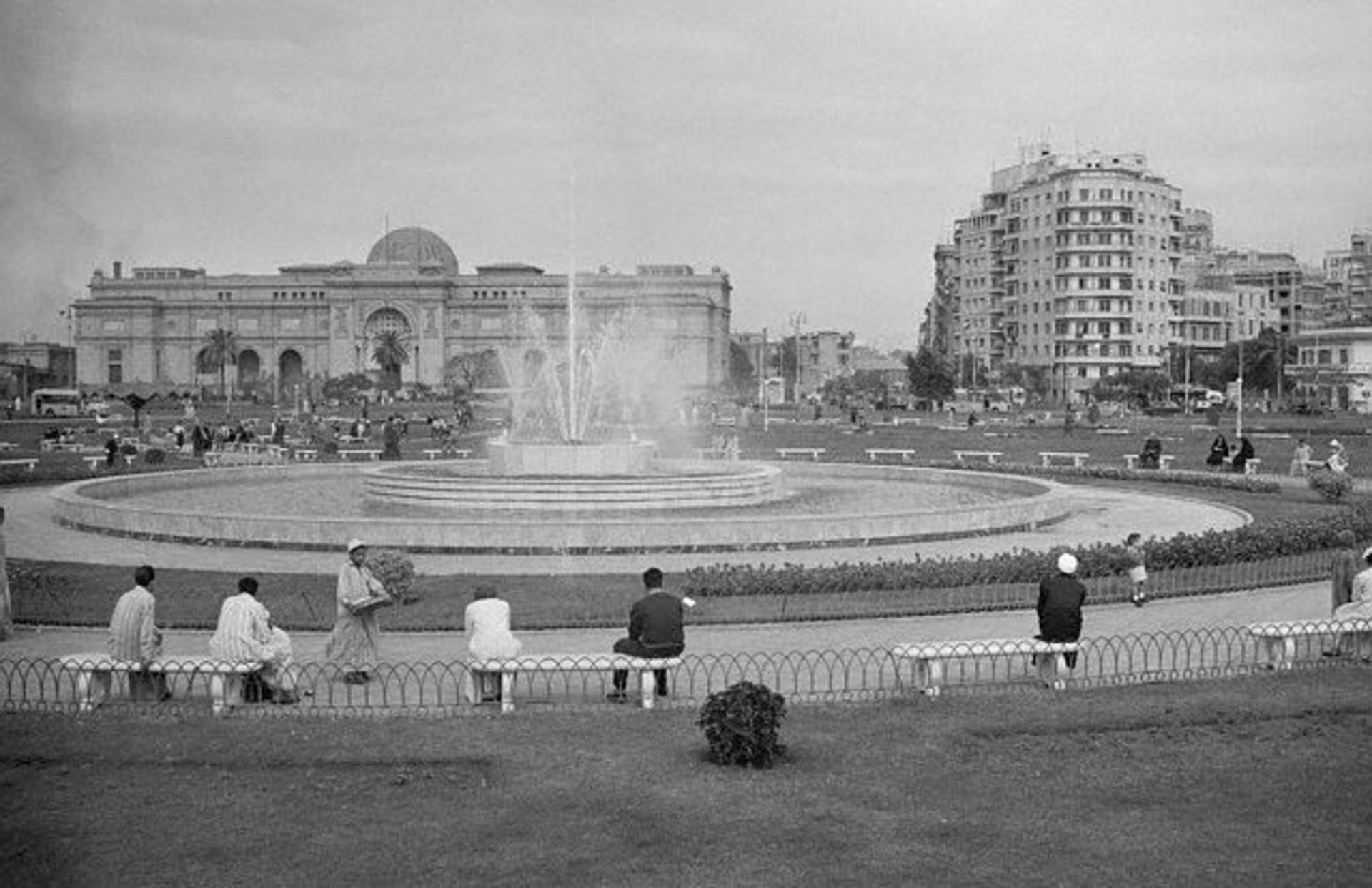
La piazza nel 1941.

Dopo la Rivoluzione egiziana del 1919 diventò nota come Piazza Tahrir, ma non fu ufficialmente rinominata in tal modo fino alla Rivoluzione egiziana del 1952, che cambiò la struttura istituzionale dell'Egitto, abolendo la monarchia costituzionale in favore di una repubblica presidenziale.

## Descrizione
Dal nord della piazza inizia via Qasr al-ʿAyn, dal lato ovest via Talʿat Harb, e via Qasr el-Nil attraverso la parte sud per arrivare al Ponte Qasr al-Nil che attraversa il vicino fiume Nilo.

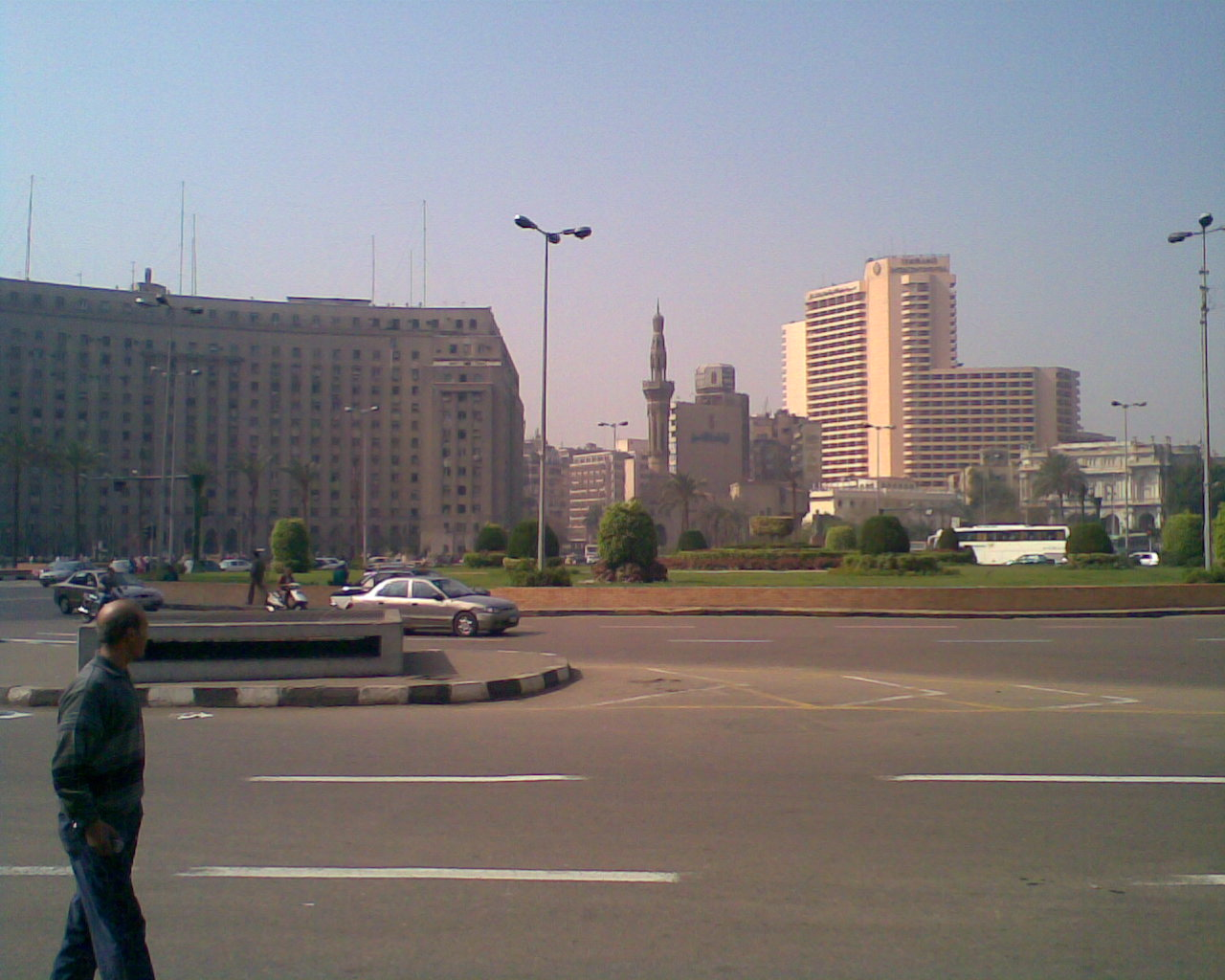
Vista di Piazza Tahrir da sud-ovest

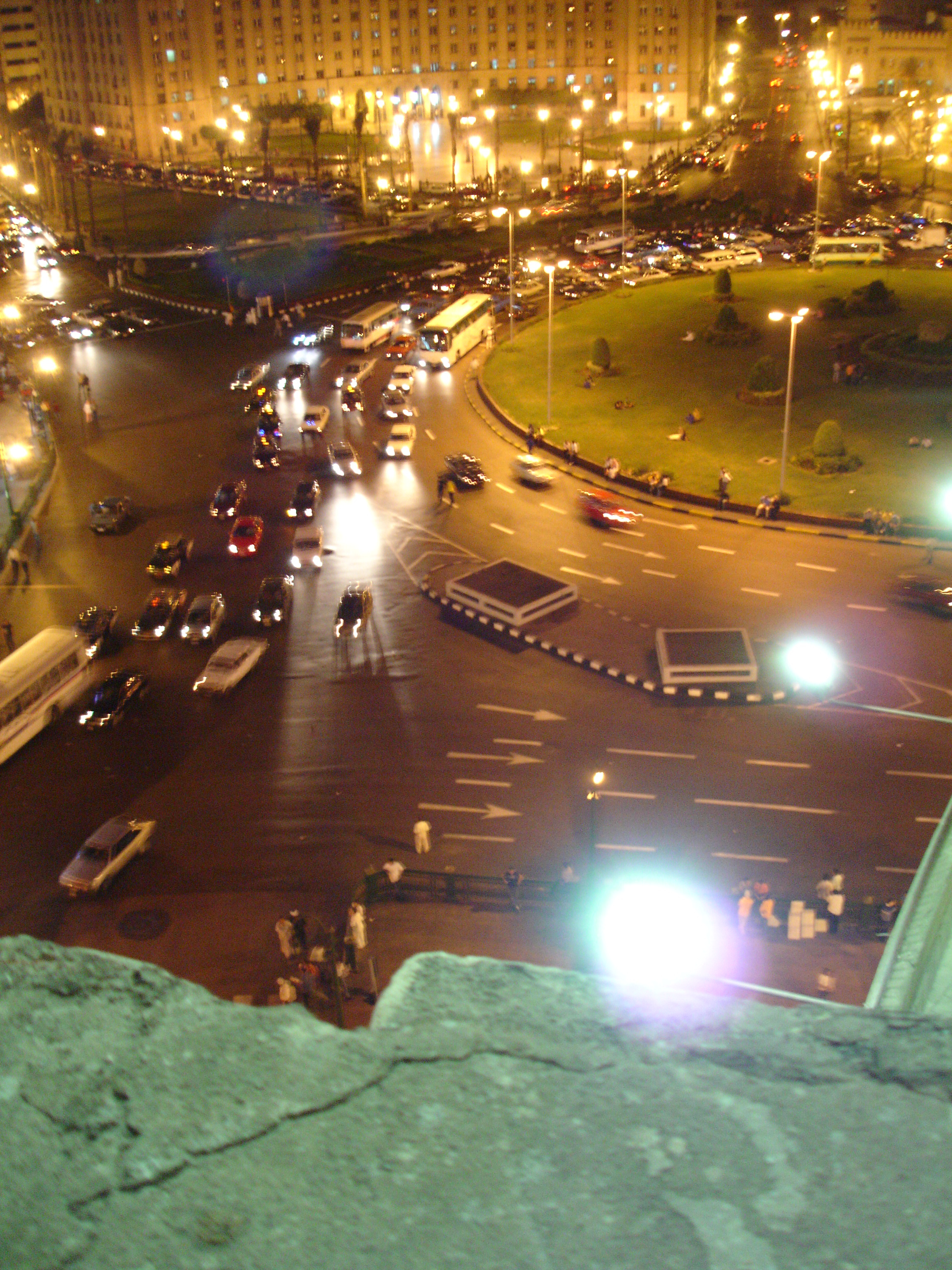
Piazza Tahrir di sera, vista sud-ovest da Shāriʿa Talʿat Harb.

Al centro della piazza si colloca una larga e affollata rotonda nella quale si apre l'ingresso alla fermata Sadat della metropolitana. Sul lato nord-est si trova una statua d'età ottomana, e oltre c'è la moschea di ʿOmar Makram. L'area attorno a piazza Tahrir comprende il Museo egizio, la sede del Partito Nazionale Democratico, l'enorme palazzo della Mogammaʿ (un edificio governativo incaricato del disbrigo delle più diverse pratiche burocratiche), l'edificio sede della Lega Araba, l'hotel Hilton Nile, e il campus dell'American University in Cairo (ora trasferito altrove).
La piazza è stata rinnovata dal governo con la posa di un obelisco fatto erigere da Ramses II a Tanis e di quattro sfingi portate dal tempio di Karnak a Luxor, nonché decorata con suggestivi fasci di luce verso il 2020, seguendo i preparativi per la Parata d'oro dei faraoni dell'anno successivo.

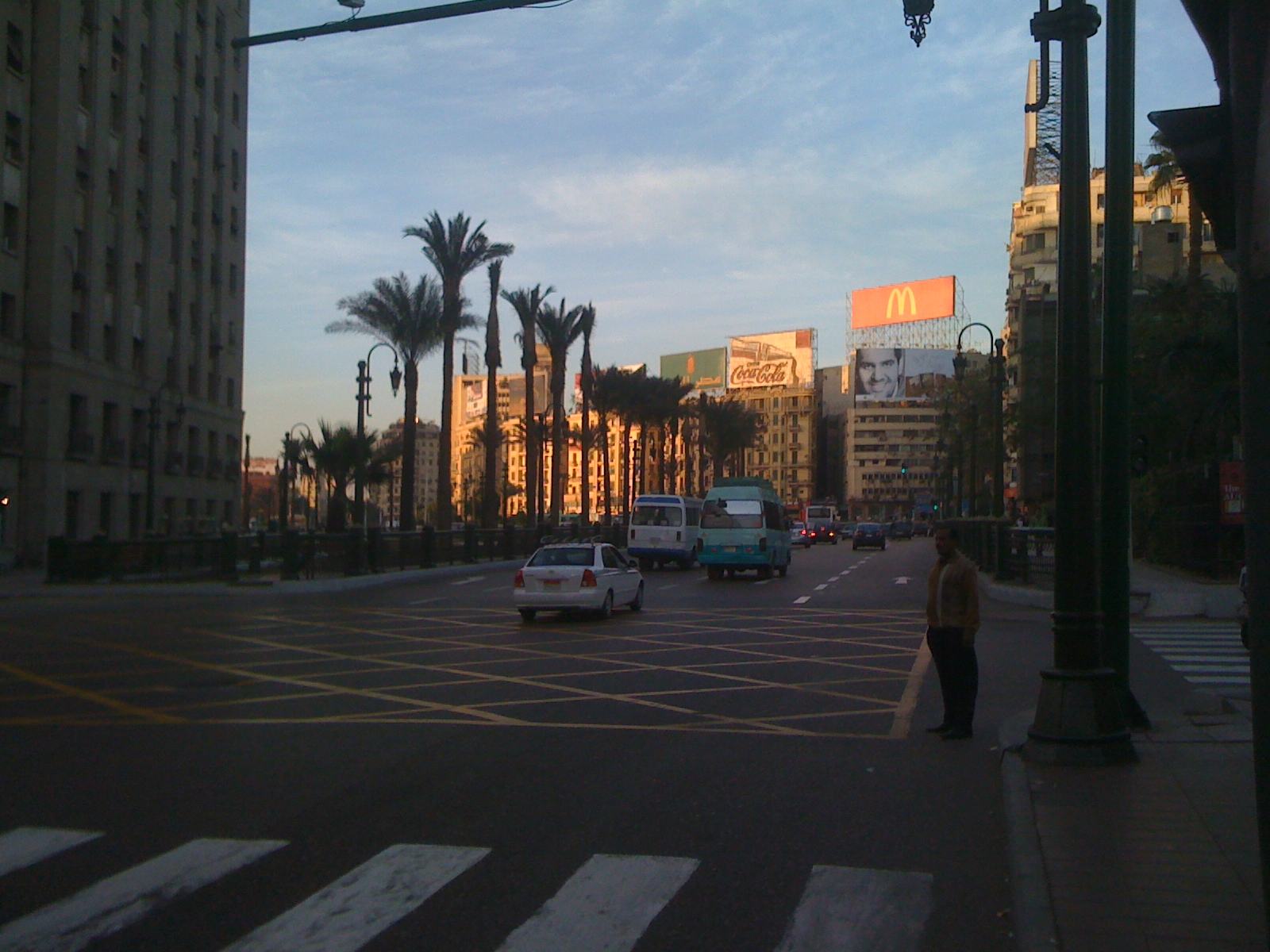
Veduta nord-ovest verso piazza Tahrir da via Qasr al-ʿAyn.

## Usi pubblici e manifestazioni
Piazza Tahrir è stato il centro tradizionale per numerose proteste e manifestazioni per molti anni.

### Proteste del 2011
Piazza Tahrir è stato il luogo principale delle proteste del 2011 contro il presidente Hosni Mubarak. Il 25 gennaio 2011 oltre 50.000 manifestanti hanno occupato la piazza il primo giorno.
Nei giorni seguenti la piazza continua ad essere il centro di destinazione per i manifestanti del Cairo. Il 29 gennaio gli aerei egiziani hanno volato sopra le persone riunite nella piazza. Il 30 gennaio, sesto giorno dall'inizio delle proteste, la BBC annuncia che il numero di manifestanti è salito almeno a 100.000 e il 31 gennaio Al Jazeera riferisce che il numero è salito a 250.000. Il 1º febbraio invece Al Jazeera riferisce che il numero di manifestanti ha raggiunto 1 milione e si sono radunati pacificamente nella piazza e nelle vie circostanti.

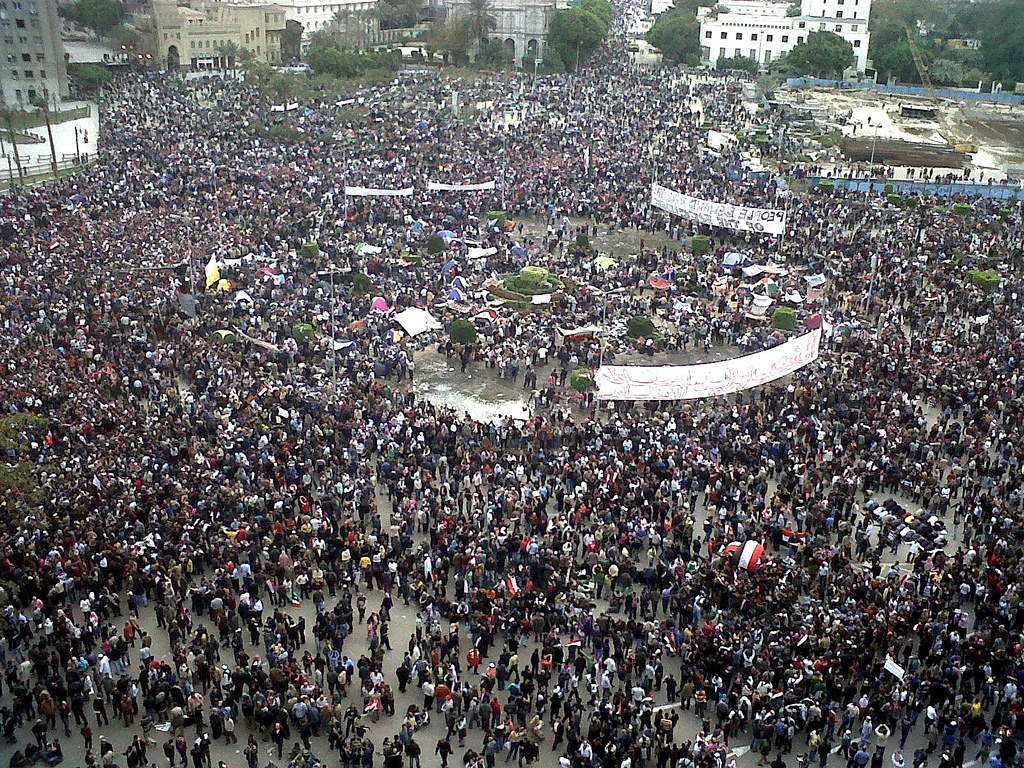
Piazza Tahrir piena di manifestanti il 3 febbraio 2011.

La notte del 2 febbraio esplode la violenza tra i sostenitori di Mubarak e gli oppositori del regime, e i marciapiedi ne escono danneggiati per l'uso di proiettili, sono soccorsi da medici volontari, fra i quali Bassem Youssef. Entro una settimana l'immagine e il nome della piazza acquistano fama mondiale, dovuta proprio alla copertura internazionale dei media.
Una pagina di Facebook con il nome "Tahrir square" è stata creata per fornire informazioni sulla rivoluzione per compensare la mancanza di informazioni degli eventi.
L'11 febbraio i manifestanti di piazza Tahrir hanno celebrato le dimissioni di Hosni Mubarak.